# 世界恐慌の原因
1929年のニューヨーク株式市場の大暴落をきっかけとした世界的な恐慌（Great Depression、大不況）、すなわち世界恐慌の原因(せかいきょうこうのげんいん)は経済学者達の活発な議論の主題となっており、これは広く見れば経済危機に関する議論の一環である。
一般的には、世界恐慌は1929年の株価大暴落により引き起こされたと信じられている。世界恐慌時に起きた個々の経済的事件についても徹底的に研究されてきた。そういった事件には、資産や商品価格のデフレ、需要と信用の急降下、貿易網の崩壊、そして究極的には失業とそれに続く貧困などがある。しかしながら、恐慌を引き起こし、あるいは恐慌からの回復をもたらした政府の経済政策と個々の事件との因果関係については歴史家の間で意見の一致をみていない。

## 概要
20世紀初頭に発生した歴史的災害としての世界恐慌の原因について、近年では、理論は二つの主流派といくつかの異説に大きく分けられる。
まず、ケインズ経済学や制度派経済学による需要主導モデルの理論では、不景気は消費不足と(それによってバブル経済が引き起こされたところの)過剰投資によって引き起こされたと主張される。需要主導モデルの理論においては、信用が大きく損なわれたことで消費・投資活動の急激な減少が起きたということで意見が一致している。一たび混乱・デフレが起こると、多くの人々は市場から距離を置くことでこれ以上の損失を回避しようとするというのである。このために物価は下がり続け、等量のお金でも多くの物品を買えるようになる。その結果、お金を貯蓄に回すことが有利となり、更なる需要減少に見舞われることになる。
次に、マネタリストらによれば、世界恐慌は通常の不景気として始まったのだが、その時の通貨当局(特に連邦準備制度)による重大な政策のミスが金融引締めという結果を招き、これによって経済状況が極端に悪化したために通常の不景気から世界恐慌に至ったという。この説明は、負債デフレによって借り手は実質的により多くの債務を負うことになると指摘する人々と関連がある。
このほかにいくつかの異説があり、それらを支持してケインジアンやマネタリストの説明を否定する者がいる。新しい古典派マクロ経済学者の中には、恐慌初期に課された様々な労働市場政策が長く深刻な世界恐慌を齎したと主張する者もいる。オーストリア経済学派は、中央銀行の決定がどのようにして誤投資を招くかとマネーサプライのマクロ経済的影響に着目する。

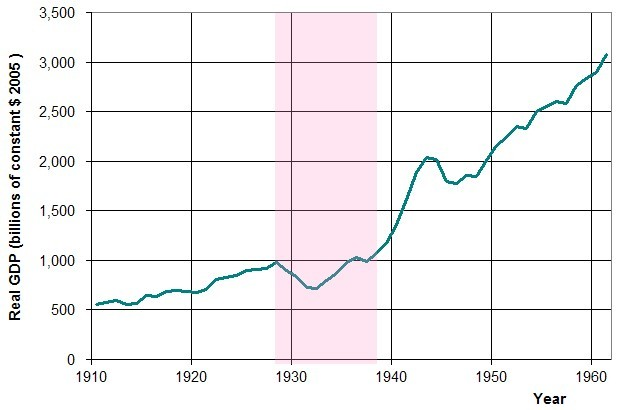
1910年-1960年のアメリカ合衆国の年毎の実質GDP。世界恐慌の期間(1929年-1939年)をピンク色で示した。

## 一般理論による説明

### 主流説

#### ケインジアン
多くの経済学者がその活動を主張するところの自己修正機構が不景気に働かないことがある理由は複数あると1936年に経済学者ジョン・メイナード・ケインズが主張した。著書『雇用・利子および貨幣の一般理論』においてケインズは、世界恐慌を説明するための概念を導入した。不景気時における不干渉主義政策に対する一つの主張として、もし貯蓄によって消費が落ち込むならば貯蓄は利率の低下をもたらすというものがある。古典派経済学者によれば、低い利率は投資の拡大をもたらし需要が持続的になるという。
しかし、利率が低下しても投資が必ずしも活発にならないことの良い説明があるとケインズは主張する。利益を期待しての投資は事業によってもたらされる。それゆえ、消費の落ち込みが長期にわたるならば、事業の分析の傾向として将来の売り上げの期待は低いものとなる。そのため、低利率によって資本が安価になっても将来の生産量を増大させるような投資は最も関心が向かないものとなるのである。この場合、消費の減少によって経済は一斉安に陥る。ケインズによれば、この自己強化的活動こそが恐慌時に非常に活発になり、倒産が頻発して(将来に対する楽観的な期待が必要である)投資がほとんど起こらなくなったのだという。この説は経済学者によってしばしばセイの法則に反するものとして特徴づけられ、特にオーストリア経済学派に人気がある。
資本投資の減少が恐慌の原因であるという説は長期停滞論の中心的な主題である。

#### マネタリスト
1963年の著書『米国金融史 1867年-1960年』において、ミルトン・フリードマンとアンナ・シュウォーツは彼ら流の世界恐慌の説明を開陳した。彼らの考えによれば、本質的には、世界恐慌はマネーサプライの減少によってもたらされた。フリードマンとシュウォーツは次のように書いている: 「1929年8月の周期的な山から1933年の周期的な谷までの間に、通貨流通量は3分の1強にまで落ち込んだ。」 その結果がフリードマンいう所の「大収縮」―金融引き締めの窒息効果による収入・物価・雇用の減退―である。 この頃、連邦準備制度が供給するより以上に人々はお金を欲していたのだとフリードマンとシュウォーツは主張する。その結果人々は消費を減らすことでお金を貯蓄した。また、物価は即座に下落するほど融通が利かないために、結果として、雇用と生産の収縮が起きた。連邦の過ちは何が起こったのか分からなかったことや正しい対応を取らなかったことにある。
恐慌以降、その主要な説明はマネーサプライの重要性を無視する傾向があった。しかし、マネタリストによれば、恐慌は「事実上、金融の効果の重要性の悲劇的な証明である。」 彼らによれば、連邦準備制度の世界恐慌に対処する上での失敗は、金融政策が無力であることの表れではなく、連邦準備制度が間違った政策を実行したことの表れであるという。彼らは連邦が恐慌を「起こした」と主張しているのではなく、不景気が恐慌になるのを防ぐ政策を使い損ねたと言っているだけである。
南北戦争後から20世紀初期にかけて、アメリカ合衆国とヨーロッパは政府が規定する形の金本位制を採用していた。この時期のアメリカ経済は周期的な好不況の波を受けていた。不景気はしばしば銀行不況によって引き起こされていたとみられ、特に重要なものは1873年、1893年、1901年、1907年、1920年に起こっている。連邦準備制度が1913年に成立する以前のアメリカ合衆国では銀行システムが紙幣の兌換性を停止することでこうした(1907年恐慌のような)危機に対処していた。1893年に開始して以降、金融機関やビジネスマンによる成長努力がこうした危機に介在し、取り付けに喘ぐ銀行に流動性をもたらしていた。1907年の銀行恐慌の際、J・P・モルガンの招集したその場限りの連合がこの方法でうまく介入し、それによって恐慌が遮断されており、このため通常銀行恐慌に続いて起こる大恐慌がこの時には起こらなかったのだとされる。政府がこうした解決策をとることが要求されたために連邦準備制度が設立されることとなった。
しかし1928年-1932年には、連邦準備制度は取り付けにあえぐ銀行に流動性をもたらすことはなかった。実際にはその政策はマネーサプライの急激な収縮を許すことで銀行危機に応えていた。狂騒の20年代には、中央銀行は第一の目標を「物価の安定」に定めていたが、これはニューヨーク連邦準備銀行の総裁ベンジャミン・ストロングが、物価の安定を金融目標とした非常に著名な経済学者アーヴィング・フィッシャーの弟子だからということもある。そういった事情から中央銀行は社会の物価が安定する程度にドルの流通量を保った。1928年にストロングが死に、彼の死とともにこの政策が終了し、全ての通貨・証券は背後に実際的な物品を裏付けとして持っているべきだという真正手形学説が取って代わった。この政策の為にアメリカ合衆国のマネーサプライは1929年から1933年の間に3分の1以上に減少することになった。
この通貨減少によって銀行への取り付けが起こっても連邦は真正手形学説を保持し、1907年恐慌を遮ったときの方法で銀行に貸し付けることを拒否し、代わりに各銀行を破滅的な取り付けにあえぐままにさせ完全に没落させた。この政策によって連鎖的な銀行の倒産が起こり、当時存在した銀行の3分の1が消滅した。。ベン・バーナンキによれば、続いて起こった信用危機によってさらに倒産の波が起こった。1907年と同じ政策が1930年終わりの銀行恐慌の際にも採用されていればこれによって物価下落時の資産の流動化の強制の悪しき連鎖が防げただろうとフリードマンは述べた。そうしていれば、1893年や1907年に兌換性停止によって当時の流動性危機がすぐに止んだのと同じく、1931年、1932年、1933年の銀行恐慌は起こらなかったであろうというのである。
マネタリストによる説明はサミュエルソンの著書『経済学』において否定されており、「連邦準備制度の金融政策を景気循環を制御する万能薬とみなす経済学者は今日ではほとんどいない。純粋に金融的なファクターは原因であるのと同じだけ徴候であると考えられる、悪化させる効果を伴っており完全に無視すべきではない徴候ではあるが。」と述べられている。ケインズ経済学者のポール・クルーグマンによれば、フリードマンとシュウォーツの著作は1980年代までに主流派経済学者の間で支配的になったが、1990年代日本の「失われた10年」の下に再考されるべきであるという。経済危機における金融危機の役割は世界金融危機 (2007年-)に関する活発な議論で扱われている。世界金融危機 (2007年-)の原因を参照。

### 異説

#### オーストリア学派
世界恐慌は1920年代の連邦準備制度の金融政策の避けられない結果だったとオーストリア経済学派は主張している。彼らの意見では、この中央銀行の政策は持続不可能な信用によるにわか景気をもたらす「安直な信用政策」であった。オーストリア学派の考えでは、この時期のマネーサプライのインフレが資産価値(有価証券)と資本財の両者において持続不可能なバブルを引き起こしたという。連邦準備制度が1928年に遅れて金融引き締めを行うまでには、深刻な経済後退を避けるには手遅れになっていた。1929年の大暴落の後の政府の介入によって市場の調節が遅れ、完全な回復がより困難になる道が開かれたとオーストリア学派は主張している。
世界恐慌の主原因に関するオーストリア学派の説明を受け入れることはマネタリストの説明の否定を受け入れることと両立する。『アメリカの世界恐慌』(1963年)の著者でオーストリア経済学派のマリー・ロスバードはマネタリストの説明を否定している。中央銀行はマネーサプライを十分に増やすのに失敗したのだというミルトン・フリードマンの主張をロスバードは批判し、代わりに、1932年に連邦準備制度が11億ドルの米国債を買い入れて所有国債量を18億ドルとした際、連邦準備制度はインフレ政策を追求していたのだと主張する。中央銀行の政策に反してデフレが深刻化したのは「マネーサプライ総量が30億ドルに達したのに（民間）銀行の準備金の総量は2億1200万ドルに留まった」ためであり、これはアメリカの大衆が銀行組織に不信感を抱いてさらに多くの預金を銀行から引き出し退蔵したという、中央銀行の制御を大きく超える理由によるものだと彼は主張する。ロスバードの主張によると、銀行に対する取付のおそれの為に地銀は準備金の貸し出しにさらに消極的になり、このために連邦準備制度がインフレを起こせなかったという ことになる。
ロスバードがマネタリストの説明を批判したことに対して、もう一人の卓越したオーストリア経済学派のメンバーフリードリヒ・ハイエクは反対した。ハイエクは、自身が1930年に中央銀行のデフレ政策に反対しなかったことが誤っていたと1975年に認め、曖昧な態度をとったことに関して釈明した: 「当時私は、幾分短い期間におけるデフレの過程は、(経済が機能することと両立不可能だと私が考えていたところの)賃金の硬直性を破壊するものだと考えていた。」 1978年には彼は「一たび急落が起こると連邦準備制度は愚かなデフレ政策を追求するようになるということに関してミルトン・フリードマンに賛成する」と述べてマネタリストの見解に賛成し、デフレに反対してインフレに賛成することを明らかにした。この流れを汲んで、マネーサプライの強い引き締めを許すような金融政策とハイエクの景気循環理論は矛盾すると経済学者のローレンス・H・ホワイトが主張している。

#### マルクス主義
マルクス主義者は概して、資本主義モデルに固有の不安定性が世界恐慌を引き起こしたのだと主張する。

## 原因に関する個々の理論

### 負債デフレ

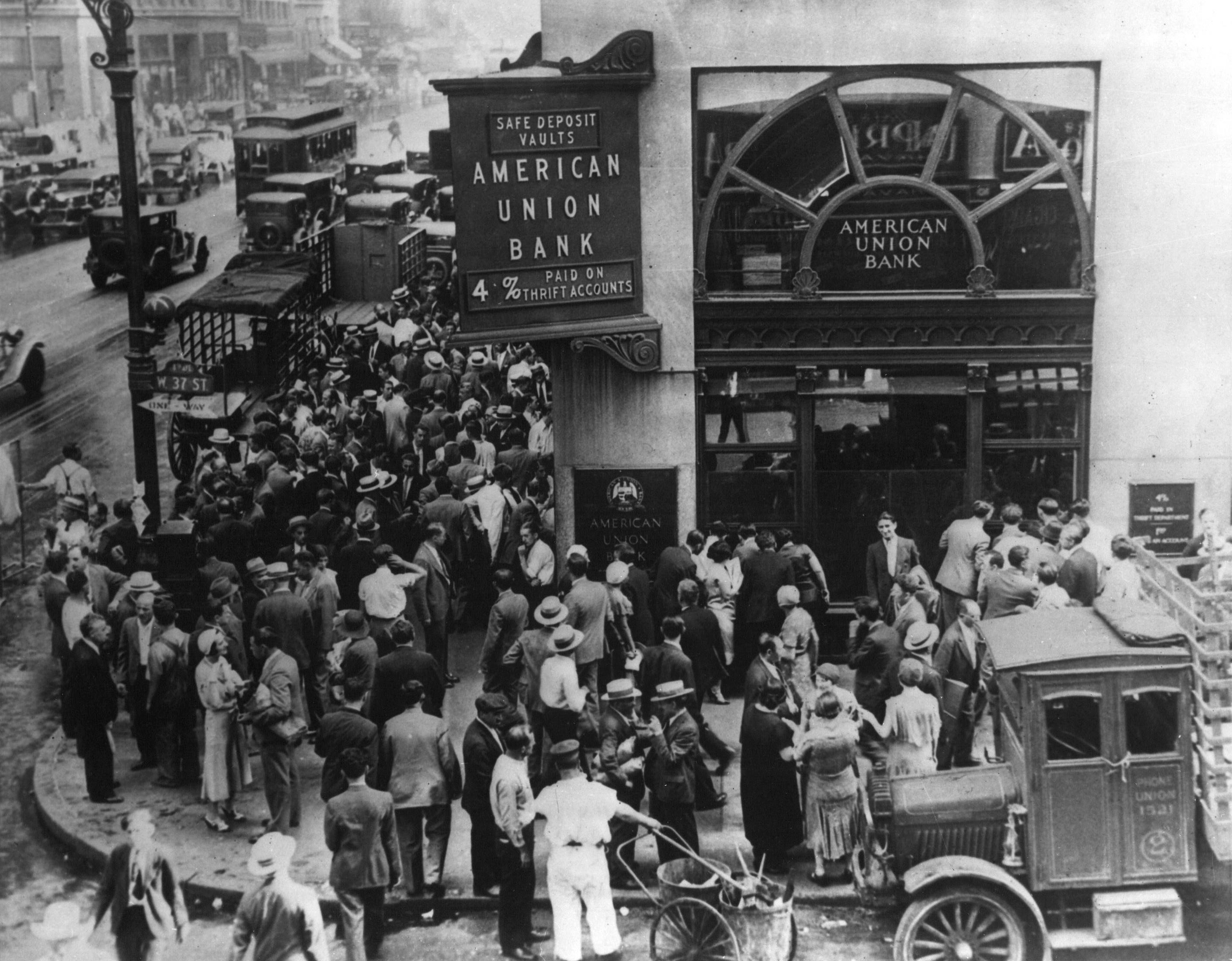
世界恐慌初期の取り付け騒ぎ時にニューヨークのアメリカ連合銀行に集まった群衆

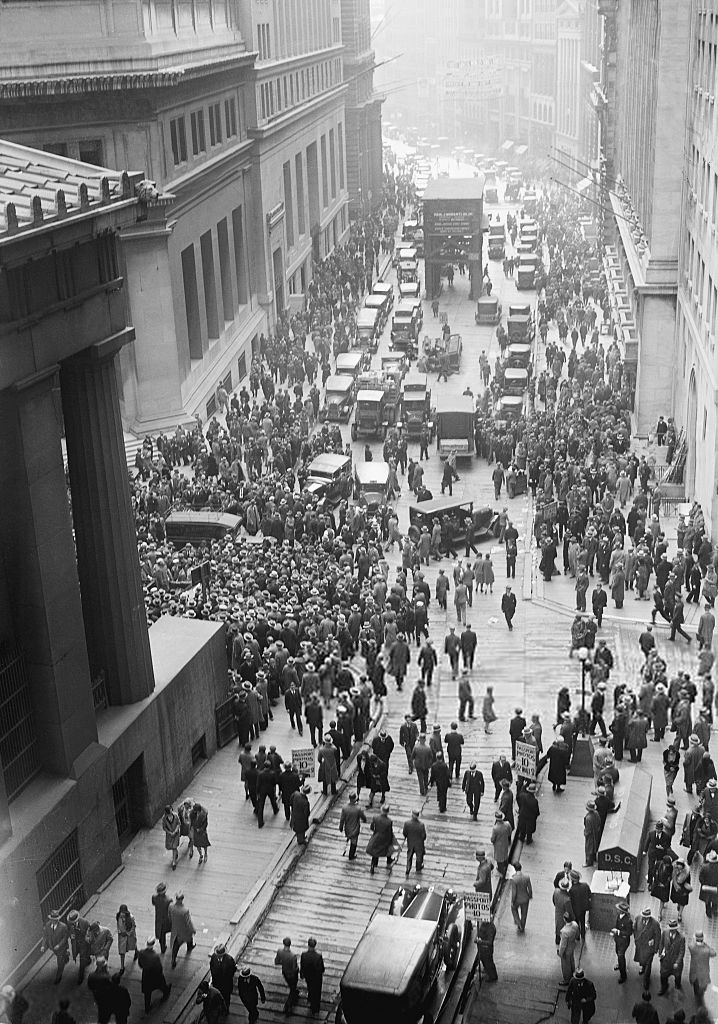
ウォール街大暴落後にウォール街に群がる群衆

アメリカ合衆国のGDPに対する負債の割合は世界恐慌の時までには300%に達した。この割合は20世紀終わりまで越えられることはなかった。
ジェローム(1934年)は戦間期の産業の大発展を可能にした財政状態に関する原典不明の引用をしている:
恐らく未だかつてこの国でこれほどの量の国債がこれほど低い利率、これほど長い期間にわたって出されたことはなかった。
さらに、スタンダード・スタティスティックス社による60度の国債の指数が1923年の4.98%から4.47%になった際には新たな資本発行の量が1922年から1929年の年平均から7.7%増加したとジェロームは述べている。
1920年代には特にフロリダ州で不動産・住宅のバブルが起こったが1925年に破裂した。1920年代の住宅建設は人口増加の勢いを25%上回っていたとアルヴィン・ハンセンが述べている。参照:1920年代フロリダの土地バブル
アーヴィング・フィッシャーは、世界恐慌を引き起こした主原因は負債過多とデフレだと主張した。フィッシャーは信用の低下を負債過多と結びつけ、負債過多が投機熱と資産バブルを刺激したのだとしている。負債・デフレという状況下で相互作用し、バブルが起こり崩壊する仕組みを作りだした九つの要因を彼は概説している。それら先行する出来事の連鎖は以下:
1. 負債の流動化と占有権の売却
2. 銀行ローンとしてのマネーサプライの緊縮が清算される
3. 資産価格水準の低下
4. 全体としての商業価値の深刻な低下、突然の破産
5. 利益の低下
6. 商業・雇用における生産量の低下
7. 信用の減少とペシミズム
8. お金の死蔵
9. 名目金利の低下と利率にあわせたデフレの拡大[24]

世界恐慌に先行する1929年の急落の際、証拠金規定額は10%にすぎなかった。つまり、株式仲売業者は投資社が1ドル預けるごとに9ドル貸し付けた。市場が急落した際、業者はこうしたローンを回収しようとしたが、それは返ってくることはなかった。債務者が債務不履行を起こし、預金者が一斉に預金を回収しようとすることで取り付け騒ぎが起こり、銀行が倒産し始めた。こうした騒ぎを食い止めるための政府の保証や連邦準備制度による銀行の規制は効果がないか使われなかった。銀行の破産により数十億ドルの資産が失われた。
物価と収入が20-50%減少しているのに負債は同価格であるため、未払いの負債が重くのしかかった。1929年の混乱の後、1930年最初の10か月間に744のアメリカ合衆国の銀行が破産した(1930年代には全部で9000ほどの銀行が破産した)。1933年4月までに、3月の銀行の法定休日の後に無資格の預金や破産した銀行の70億ドルの預金が凍結された。
絶望した銀行家が、借り手が返すお金・時間を持てないほどの勢いで貸付金の回収を行うとともに銀行の倒産が連鎖的に起こった。予測利益が低いものであったため、資本投資や建築が停滞した。不良債権や将来の見通しの悪化に直面し、生きのこった銀行は貸付により消極的になった。銀行は基本準備金を増加させるとともに貸し付けを減らし、これによってデフレ圧を強めた。悪しき循環が進み、下降スパイラルが増加した。
負債の流動化は自身が引き起こした物価の下降を食い止められなかった。自身の資産を流動させようという大衆の衝動的行動の大局的効果によってデフレが加速し、資産量減衰の価値に影響した。自身の負債を減らそうとする個々人の努力こそが事実上それを増大させていた。逆説的だが、負債者が払えば払うほど、彼らは負債を多く抱えることになった。この自己悪化の過程が1930年の不景気を1933年の世界恐慌へ変えた。
連邦準備銀行の総裁ベン・バーナンキのようなマクロ経済学者がフィッシャーに由来する世界恐慌の負債デフレ説を復活させた。

### 負債以外の原因によるデフレ
負債デフレに加えて、19世紀最後の四半世紀の大デフレ以降に起こった生産性デフレの構成要素が存在した 。第一次世界大戦によって起こったインフレを強める補正もおそらく継続していた。
48州で見つかった中でも最大の油田、東テキサス油田が操業して、1930年代には原油価格が歴代最安値に達していた。原油市場における過剰供給のため価格は10セント/バレルにまで低下していた。参照:  世界恐慌の原因#生産に対する衝撃

### 生産に対する衝撃
20世紀最初の30年には資本投資と経済生産高が電化・大量生産・輸送機関の電動化・農業の機械化とともに湧き起こり、生産性の急速な増加により、多くの工場の閉鎖や物価の下落とともに余剰生産能力の増大が見られた。結果として、世界恐慌の前の10年には一週の労働時間が僅かに減少していた。世界恐慌によってさらに多くの工場が閉鎖した。
「我々の述べる[生産性、生産高、雇用の]傾向が1929年以前に完全に明白だったことをあまり極端に強調することはできない。この傾向はこの恐慌の結果では決してないし、世界大戦の結果でもない。そうではなくて、この恐慌はこういった長期にわたる傾向の結果起こった崩壊なのである。」 マリオン・キング・ヒューバート
全米経済研究所の援助により出版されたジェローム『産業の機械化』(1934年)には、機械化が生産高を増大させる傾向を持つのか労働力を解雇する傾向を持つのかは生産物の要求の弾力性に依存すると述べられている。また、生産コスト現象は必ずしも消費者に還元されない。さらに、第一次世界大戦以降ウマやラバが非動物の動力に取って代わられるとともに家畜飼料の需要が減少して農業は不利な影響を被ったと述べられている。「技術的失業」という術語は世界恐慌時の労働環境を表すのに使われるとも『産業の機械化』に記されている。
「戦間期アメリカ合衆国の特徴である失業の増大の幾分かは非弾力的需要に応じた商品を生産する産業の機械化が原因であるといえるだろう。」 フレデリック・C・ウェルズ、1934年
1923年の景気循環の頂点からしばらく後、過剰な労働者が雇用創生と比較して生産性発展により取って代わられており、1925年以降の失業の拡大を引き起こした。
アメリカ合衆国の主要産業の生産性の劇的な拡大とその生産品、賃金、労働時間に対する影響が、ブルッキングス研究所の支援により出版された書籍の中で議論されている。
肥料、機械化、品種改良を通じた生産性ショックこそが農産物価格の低下を引き起こしたのだとジョセフ・スティグリッツとブルース・グリーンウォルドが主張した。農家は過剰な労働力供給を加えた土地に押し込められていたのだという。
農産物価格は第一次世界大戦後に低下し始めた。結果的に多くの農家が商売として農業を成り立たせられなくなり、数百の小規模な地銀の倒産を招いた。トラクター、肥料、雑種トウモロコシによる農業生産性は問題の一部にすぎなかった; 他の問題とはウマ・ラバから内燃力輸送機関への転換であった。ウマ・ラバの数は第一次世界大戦以降減少し始め、家畜飼料を生産していた大量の土地が余るようになった。
自動車・バスが電車の発展を止めるようになった。

### 富と収入の不均衡
ウォディル・キャッチングズ、ウィリアム・トゥルファント・フォスター、レックスフォード・タグウェル、アドルフ・バール(、そして後にはジョン・ケネス・ガルブレイス)といった経済学者はフランクリン・ルーズベルトに幾分かの影響を与えた理論を普及させた。その理論とは、経済が、消費者に十分な収入がないにもかかわらず、消費者が購入できる以上の商品を生産してしまった、というものである。この説によれば、1920年代の賃金の上昇率は生産性の上昇率を下回っていたのである。生産性が増大したことによる恩恵のほとんどは利潤となってしまい、それは株式市場バブルを引き起こしたものの、消費者の購買行動には繋がらなかった。このように、1920年代を通じて富が不平等に分配されたことが世界恐慌を引き起こしたという。
この説によれば、世界恐慌の根本的な原因は、独立企業による賃金・収入の水準が十分な購買力を生み出すに達していないにもかかわらず行われた世界的な過剰投資である。また、政府は富裕層に対する課税を重くすることで収入をより平等にすべきだった、と主張される。政府は、歳入の増加を利用して公共事業を行って雇用を増加させることで経済を「蹴って始動」させられた、という。だがアメリカ合衆国では1932年まで、これとは正反対の経済政策が行われていたのである。大統領退任前年のハーバート・フーヴァーに紹介されフランクリン・ルーズベルトによって採用されることになった<1932年歳入法>や公共事業計画が、購買力を ある程度再分配することに成功したのである。

### 金本位制
世界恐慌の金本位制理論によれば、恐慌の原因は主に、第一次世界大戦後の西側諸国が戦前の値段に基づく金本位制に復帰しようとしたことにである。この説によれば、これによって金融政策がデフレ志向になり10年間にわたってヨーロッパの多くの国の経済の健全性を害し続けたという。
この戦後政策に先駆けてインフレ政策がとられていた第一次世界大戦中には、多くのヨーロッパ諸国は戦費の激増により金本位制を廃止せざるを得なかった。この結果、新しく作られた金の供給がインフレを中和させる生産性への投資ではなく戦費に使われたため、インフレが起こった。この説は、大量に導入された金の量によってインフレ率が決まり、それゆえインフレへ導くことが、破壊的・消費的であって経済成長を導かない目的のために造られた新貨幣の総量を減少させるというものである。
戦後アメリカやヨーロッパ諸国が金本位制に復帰した際、多くの国は戦前の水準の金-通貨レートをとった。例えばイギリスでは1925年に金本位法が国会を通過し、これによって金本位制に復帰した際、当時外国為替市場で戦前よりもずっと低い価格でポンドが取引されていたにもかかわらずスターリング・ポンドを戦前と等価に設定するという致命的な決定を行った。当時ジョン・メイナード・ケインズらは、政府はそうすることによって釣り合いが取れていないような賃金再設定を強いているのだと主張してこの決定を批判した。ウィンストン・チャーチルが金本位制に復帰させたことに対するケインズの批判はこれを暗にヴェルサイユ条約の結果と比較するものであった。
戦前と等価にしようという傾向が生まれた理由として一つは、デフレは危険ではないのに対してインフレは、特にヴァイマール共和国に見られるインフレは耐え難い危険であるという当時優勢であった意見があった。もう一つの理由として、額面価額で貸し付けている者は自身が貸し付けたのと同価値の金を回復できる期待があったというものがある[citation needed]。フランスに支払わなければならない巨額の賠償金を支払うための外貨を獲得するのに十分な商品を輸出・販売するために、ドイツは信用を犠牲にした成長の時代に入った。世界の金の溜まる場所としてのアメリカ合衆国はドイツがフランスに償還するための基盤として産業化するための資金を貸し付け、フランスはイギリスおよびアメリカに償還した。この流れはドーズ案に明文化された。
非常に高利の借金をして再融資もできない状態にあるか、低利率ではないときに資本財に融資するための貸し付けに依存している場合、農業のような産業分野にとってデフレは辛いものとなりうる。負債の実質的価値が増加しているのに対して物価はデフレに浸食されていく。資産を現金で保持している者や、資産を投資・購買に充てたり資金を貸し付けたりしようとしている者にとってはデフレは有益である。
ピーター・テミン、ベン・バーナンキ、バリー・アイケングリーンといった経済学者によるより近年の研究は、世界恐慌時に緊縮政策がとられていたことに着目している。この考え方によれば、戦間期の金本位制下での緊縮は最初の経済的ショックを拡大し、恐慌を食い止めるあらゆる行動に対して大きな障害となったという。彼らによれば、最初の不安定化させる衝撃はアメリカ合衆国のウォール街大暴落に起因するが、外国に問題を伝播させたのは金本位制であるという。
彼らの出した結論によると、危機の時代の政策決定者たちは金融政策・財政政策を緩和しようとしたが、そのような行動が、契約上の率で金を交換する義務を維持する国家の能力を脅かしたという。外国の資産を金で買おうとする国際的投資家を引き付けるために、金本位制は高利率を維持することを要求する。そのため、金本位制を廃止しない限り、政府は景気の急落にも手をこまねいているほかない。金本位制をとる全ての国の交換比率を修正することで、外国為替市場が利率の平衡を保つ事だけは保証される。恐慌が悪化すると多くの国が金本位制を廃止し始め、より早く廃止した国々はより少なくデフレの影響を受けてより早くデフレから回復する傾向があった。
自由銀行制派経済学者にしてミルトン・フリードマンの弟子のリチャード・ティンバーレイクは自身の立場を『アメリカ合衆国の金融政策にみられる金本位制と実質手形原理』で明確に説明したが、この論文での彼の主張によると、連邦準備制度は実は金本位制化においてかなりの余裕を持っており、そのことがニューヨーク連邦準備銀行総裁ベンジャミン・ストロングによる1923年から1928年の物価安定政策によって証明されたという。しかし1928年後半にストロングが没すると、ニューヨーク連邦準備銀行の支配権を引き継いだ派閥が、全ての金は実際の商品によって代表されなければならないという実質手形原理を唱道した。ドルに30%のデフレを強いて当然合衆国経済に損害を与えたこの政策は恣意的で、避けられるものであって、金本位制はこれなしに存続できたとティンバーレイクが述べている:
金の管理におけるこの移行は決定的であった。ストロングは前任者に従って金本位制という足かせに頓着せずに物価安定政策を実行し、実質手形原理の支持者は自身の理想とする政策を実行する上で同様に束縛を受けずに済んだ。1928年-1929年のシステムポリシーは結果的に物価安定から受動的な実質手形に移行した。「この」金本位制はそれが再出現するのに好都合な時を待つ形式的な見せ掛けでしかない場所で残存した。

### 金融機関の構造

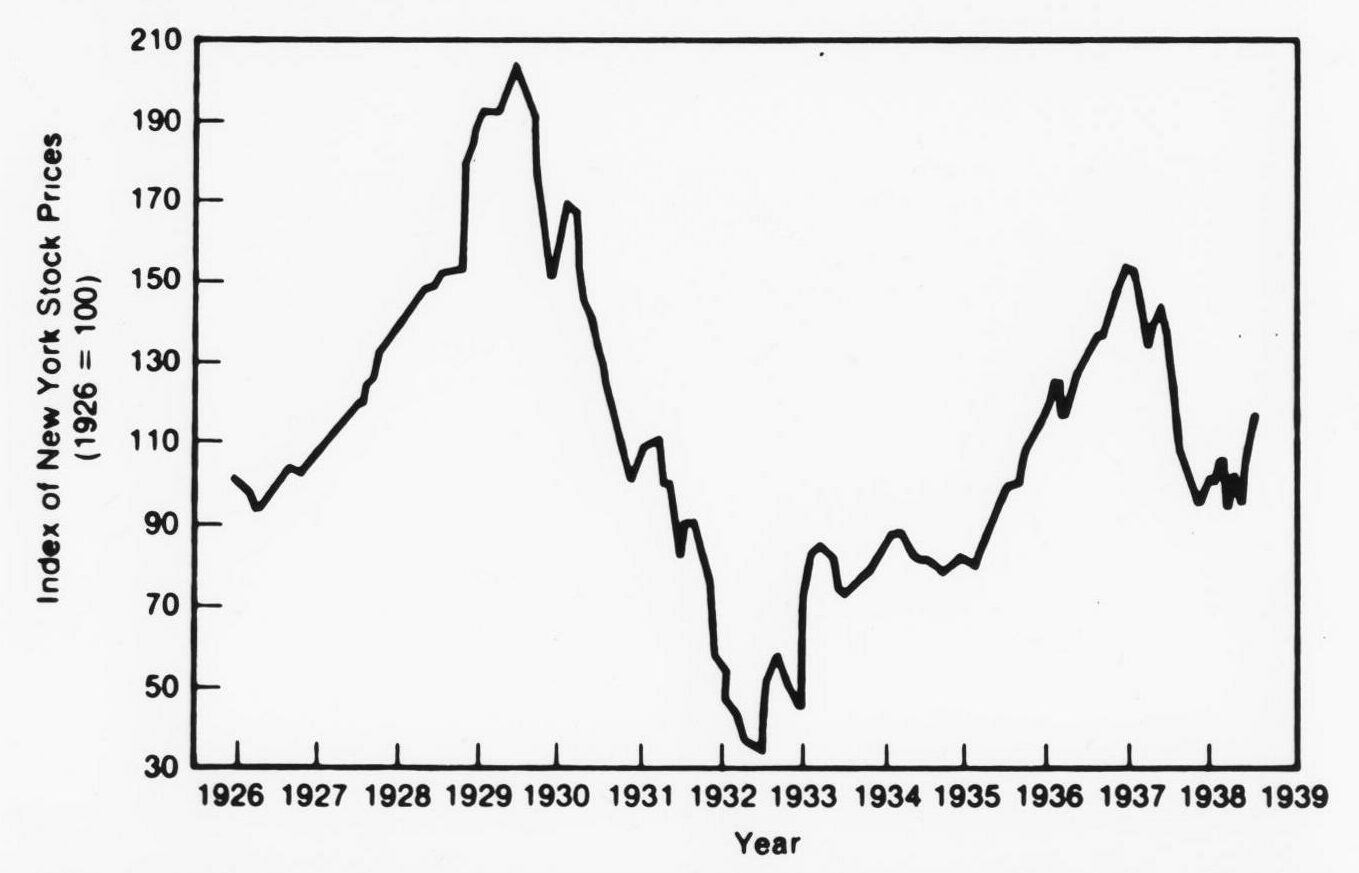
ニューヨーク株価指数

経済史家(特にフリードマンとシュウォーツ)が多くの銀行が倒産したことの重要性を強調する。倒産は主にアメリカの地方で起こった。地域経済の構造的な脆弱性によって地銀が非常に貧弱になっていたのである。農家は既に多額の負債を抱えており、1920年代に農場価格が急落するのと負債の予想実質比率が跳ね上がるのとを目にした。
彼らの土地は(1919年の地価バブルの結果として)過剰に法的義務を負わされており、穀物の価格が低いために彼らは所有物を売り払うことを強いられた。小銀行、特に農業経済と結びついた小銀行は1920年代には突然の実質利率の上昇による顧客の債務不履行のために常に危機的状況にあった; こういった小銀行の間には20年代を通じて既に倒産の波が押し寄せていたのである。
都銀もまたショックへの弱さをもたらす構造的脆弱性に苦しんでいた。国内最大の銀行の中には適量の準備金を保持せずに、株式市場で大量の投資を行ったりリスクの高い貸し付けを行ったりするものもあった。ニューヨーク市銀によるドイツやラテンアメリカへの貸し付けは特に高リスクであった。つまり、銀行機構は大不景気のショックを低減するように十分に準備されていなかったのである。
ウォール街大暴落に関する事実をどれだけ特定できるか経済学者・歴史家が議論している。時期は明らかである。; 将来の利益に対する期待への衝撃は甚大であった。1928年-1929年の市場はファンダメンタルズによって定められたよりも極端に物価が高い「バブル」であったとほとんどのアナリストが考えている。そのことに何らかの点で責任があるが、どれだけ責任があるかを推量することはできないと経済学者たちは認めている。「1929年の株式市場の崩壊が最初の不景気に役割を果たしたことは片時も疑えない」とミルトン・フリードマンが結論付けている。
議論は三つのグループに分かれている: 最初のグループは、急落が将来の予想の劇的な低下と大量の資本投資の撤退とによって恐慌を引き起こしたと述べる; 第二のグループは、1929年夏に景気がずり落ちて急落がそれを追認したと述べる; 第三のグループは、どちらのシナリオにおいても急落は不景気を引き起こす以上のことはなしえないと述べる。市場は1930年4月には一旦回復したが、それ以降物価は再び下がり続け、1932年7月にやっと最終的な底値に達した。これはどう計ってもアメリカ合衆国で最長期間の市場の衰退である。1930年の不景気から1931年-1932年の大恐慌への遷移の為に、全く異なる要因が役割を果たしたのである。

### 保護貿易主義
スムート・ホーリー法にみられるような保護貿易主義は、保護貿易主義政策をとってその結果近隣窮乏化政策に至った国々とともに、世界恐慌の原因としてしばしば挙げられる。スムート・ホーリー法は農家の債務不履行を招いており、特に農業に対して有害であった。この出来事により中西部や西部での取り付けが起こったか悪化したかして、その結果銀行機構が崩壊した。1000人以上の経済学者が署名した嘆願書が連邦政府に提出され、その嘆願書中でスムート・ホーリー法が経済に壊滅的な影響をもたらすという警告がなされた; しかし、これによってスムート・ホーリー法の議会通過が覆ることはなかった。
変動相場制ではなく金本位制をとる国で保護貿易主義が採用されたことを鑑み、保護貿易主義は恐慌の原因ではなく恐慌に対する「反応」であったと主張する経済学者もいる: 金本位制をとる国々は利率を切り下げたり最後の貸し手となったりすることができなかった、というのはそれらの国々はいずれ金を切らすが、金本位制を取らない国々は利率を切り下げて不換紙幣を印刷することができるからである。この解釈の下では、保護貿易主義は、金融政策が金本位制に縛られている国々の貿易条件を変化させるのに一役買ったといえる。

### 国際的な債権構造
1918年に終戦を迎えると、ヨーロッパの国でアメリカ合衆国と提携している国は全てアメリカの銀行から多額の借金をし、その借金の総額はそれらの国々の大戦で蕩尽された国庫では支払いきれないほどになった。これが、連合国がドイツやオーストリア・ハンガリーに対して(ウッドロウ・ウィルソンを驚嘆させたほどの)賠償金を要求した理由の一つである。連合国の信ずるところによれば、賠償金のおかげで連合国は負債を清算する目途がたつはずだった。しかし、ドイツとオーストリア・ハンガリー自身が戦後に深刻な経済危機に陥っていた; 連合国が負債を支払えない以上にドイツとオーストリア・ハンガリーが賠償金を支払えないという状況であった。
債務国は1920年代にアメリカ合衆国に負債の免除か少なくとも負債の軽減を行うことを強く要求した。対するアメリカ政府はその要求を拒否した。代わりに、アメリカの銀行が欧州諸国に対して大規模な貸し付けを始めた。そのため、負債(と賠償金)は古い負債を増額させて新しい負債を積み重ねることによってのみ支払われる。1920年代後半には、特にアメリカ経済が1929年以降に弱体化してからは、欧州諸国がアメリカからさらに金を借りるのが困難になった。同時に、アメリカの高い関税によって、欧州諸国が商品をアメリカ市場で売るのが非常に困難になった。借金を払い戻すために貿易によって収入を得ることもできず、欧州諸国は債務不履行を起こし始めた。
1920年代後半になると、ヨーロッパのアメリカに対する商品需要は減少し始めた。これは、ヨーロッパの産業・農業の生産性が増したからというのもあるし、いくつかの欧州諸国(最も顕著なのはヴァイマル共和制下のドイツ)が深刻な経済危機にあえいでいて外国の商品を買う余裕がなかったからというのもある。しかし、1920年代後半にヨーロッパ経済を不安定化させた主原因は、第一次世界大戦の余波の中で起きた国際的債権構造である。
スムート・ホーリー法のような関税障壁によって戦争負債の支払いが致命的に妨害された。アメリカ合衆国の高関税の結果、ある種の循環のみによって賠償金や戦争支払いの続行がなされた。1920年代に、かつての連合国は主にドイツの賠償金支払いによって得られた資金によって戦争負債を分割支払いし、ドイツはアメリカ合衆国とイギリスからの私的な借金によってのみ支払うことができた。同様に、アメリカが海外に投資したドルのみによって諸外国がアメリカの輸出品を購入することができた。
1929年の株式市場急落に続く流動性の奪い合いの中、ヨーロッパからアメリカへ資金が回収され、ヨーロッパの脆弱な経済が砕け散った。
1931年までに、世界は近現代で最悪の恐慌によってがたつき、賠償金や戦争負債の構造全体が崩壊した。

### 集団動力学
1939年に、著名な経済学者アルヴィン・ハンセンが恐慌と連動して人口増加率が減少すると主張した。
同じ説が1978年の雑誌記事でマニトバ大学の経済学者クラレンス・バーバーによって主張された。一種のハロッド・ドーマーモデルを用いて世界恐慌を分析し、彼はこう述べている:
「このモデルでは、ハロッドの自然成長率の減少を生み出す状況に、より具体的には人口増加率、労働力増加率、生産性・技術発展性の増加率が正当な成長率以下にまで減少している中に、深刻な恐慌の起源を探ることになる。
1920年代の「生産性成長率」の減少の「はっきりした証拠はない」が、同時期の人口増加率現象の「はっきりした証拠」はあるとバーバーは述べている。深刻な恐慌を引き起こすうえで十分重要な「自然成長率」の減少は人口増加率現象によって起きたのであろうと彼は述べている。
バーバーは、おそらく人口増加率の減少が住宅需要に影響したのだろうと述べ、これが1920年代に起こったことと見受けられると主張している。かれはこう結論している:
「農家以外の家庭の急速で非常に大規模な増加率減少こそが明らかに、1926年以降のアメリカ合衆国の住宅建築界に起こったことである。そしてこの減少が、ボルチとピルグリムが主張し続けているように、1929年の都心の大恐慌への転換の最も重要な一要因なのであろう。」
1920年代の人口増加率現象の原因の中には1910年以降の出産率低下 や移民の減少がある。移民の減少は主に1920年代に大幅な移民抑制策がとられたことにある。1921年に緊急移民制限法が議会を通過し、続いて1924年移民法が制定された。

## 経済政策の役割

### 放任清算主義

10億固定ドル価による1920年-1940年のアメリカ合衆国の年毎のGDPと長期間の趨勢

今日の主流派経済学派の考えでは、政府は広く名目上の累計を安定した成長傾向に留めておくよう努力すべきだった(新しい古典派やマネタリストにとって、基準は名目マネーサプライである; ケインズ経済学派にとって、基準は名目総需要それ自体である)。名目マネーストックと総名目需要を急落しないよう保つために、恐慌期には、中央銀行は銀行機構に流動性を注入するべきであり、政府は税率を切り下げ消費を促進すべきであった。
連邦政府と連邦準備制度は1929年-1932年にこれを行わず、世界恐慌へと陥った。経済史家の間で一般的になってきている説では、連邦準備制度の政策決定者たちの清算主義理論への執着が破滅的な結果を招いたとされる。「清算主義」の存在が世界恐慌という宿痾と戦わない公共政策を決定する動機づけをするうえで重要な役割を果たした。フーヴァー大統領はこう書いている:
| 「 | メロン財務長官に率いられた放任清算主義者たちが[...]政府は手を出さずにスランプ自己清算するのに任せるべきだと感じている。メロン氏はたった一つの方策を持っている: 「労働を清算せよ、株式を清算せよ、農家を清算せよ、不動産を清算せよ」[...]「それによってシステムから腐敗が排除される。高額の生命、高い生命は低下する。人々はより働き、より道徳的に生活するようになる。価値観が調節され、人々を楽しませることが競争力に劣る人々の破滅を防ぐ。」 | 」 |

「ケインジアン革命」以前は、このような清算主義理論が経済学者のとる一般的立場であり、フリードリヒ・ハイエク、ライオネル・ロビンズ、ヨーゼフ・シュンペーター、シーモア・ハリスといった経済学者によってこの理論が主張・発展させられた。清算主義者によれば恐慌は良薬である。恐慌の機能は、非生産的な使用から生産の要因(資本と労働)を解放するために、技術的発展のために時代遅れとなり失敗した投資・ビジネスを清算することだとされた。それらの要因は技術的に活発な経済分野に回された。彼らは1920年-1921年の恐慌に言及して、この恐慌は1920年代後半の繁栄の基礎を築いたと主張した。彼らは(1921年に既に実行されていた)デフレ政策をとることを要求し、この政策は資本・労働力を非生産的な活動から解放して新たな経済的バブルの基礎を築くのに使うものだと主張した。経済の自己調節が大量の倒産を起こすとしても、そうなるのに任せておくべきだと清算主義者たちは主張した。というのは、清算過程を延期することは徒に社会的コストを増大させるだけだと彼らが考えていたからである。シュンペーターの著作によれば、それは
| 「 | [...]回復は、ひとりでに起こったときにのみ健全であると私たちに信じさせてくれる。人工的な刺激のみによるいかなる復活も、十分に恐慌の働きが行き届かない部分を残し、環境不適応だった部分が消化され切らずに残った部分に対してそれ自体の新たな環境不適応が加えられ、それがまた生産を必要とするようになり、後々に別の[より悪い)危機によって商業を脅かすのである。 | 」 |

清算主義者の期待に反して、株式資本の大部分は世界恐慌一年目に転換・消去されなかった。オリヴィエ・ブランチャードとローレンス・サマーズの研究によれば、1933年までに不景気によって1924年以前のレベルの資本蓄積が起こった。
ジョン・メイナード・ケインズやミルトン・フリードマンといった経済学者は、清算主義理論から帰結する放置策が世界恐慌の深刻化に資したと主張している。ケインズは嘲笑のレトリックによって、ハイエク、ロビンズ、シュンペーターを以下のように表すことで清算主義思想の信用を失わせようとした。
| 「 | [...]禁欲的・清教徒的な心根が[世界恐慌を][...]彼らの言うところの「過膨張」にたいする不可避にして望ましい報いとして扱う[...]。それは、過剰な繁栄が続く全体的な倒産によってバランスがとられなかったときに、不正な富に対して起こる勝利だと彼らは感じている。自分たちが丁重にも「延期された清算」と呼ぶものが自分たちを正してくれることを望むと彼らは述べている。彼らが我々に述べるところによると、清算は未だ完了していない。しかしやがては完了する。そして清算が完了するのに十分な時間がたてば、全ては再び我々にとって良くなる[...] | 」 |

ミルトン・フリードマンは、こういった「危険なナンセンス」はシカゴ大学では決して教えられていないこと、なぜ(このナンセンスが教えられている)ハーヴァードで若く明敏な経済学者達が自分たちの師のマクロ経済学を否定してケインジアンに転向するのかを自分は分かっていること、を述べた。彼はこう書いている:
| 「 | 私が思うにオーストリア学派の景気循環理論は世界に大きな悪影響をもたらした。あなたがキー・ポイントたる1930年代に戻れば、ロンドンにオーストリア学派がはびこっているのが見られて、ハイエクやライオネル・ロビンズに世界が景気の底にあるのを放置しろと言われるだろう。あなたはそれに従って景気が自己回復するに任せることになるだろう。それに対して何かをすることは許されない。何をしてもより悪くなるだけなのだから。[...]私が思うにこの種の放置策に焚き付けられて、イギリスでもアメリカでも彼らは害を為したのである。 | 」 |

経済学者ローレンス・H・ホワイトは、ハイエクとロビンズが1930年代初期のデフレ政策に積極的には反対しなかったことを認めたが、それにも関わらず、ハイエクが清算主義の唱道者であったというミルトン・フリードマン、ジェームズ・ブラッドフォード・デロングその他の主張に挑戦した。ハイエクとロビンズの景気循環理論(後に今日知られているようなオーストリア景気循環理論に発展する)は実はマネーサプライの強い引き締めを許すような金融政策とは矛盾するものだったとホワイトは主張する。それにもかかわらず、世界恐慌の際にはハイエクは「1929年-1932年の強いデフレと名目収入の萎縮に曖昧な態度をとった」とホワイトは述べている。1975年の講話で、ハイエクは自身が40年以上前に中央銀行のデフレ政策に反対しなかったことの非を認め、曖昧な理由をとったことの理由を説明した: 「当時私はある程度短期間のデフレの過程は、経済が機能することと相容れないと私が考えていた賃金の硬直性を破壊すると信じていた。」 その三年後、ハイエクは世界恐慌初期の連邦の突然のマネーサプライの引き締めと連邦が銀行に流動性を供給するのに失敗したことを強く批判した:
| 「 | 「一たび急落が起こると連邦準備制度が愚かなデフレ政策に走ったという点に関して私はミルトン・フリードマンに同意する。私は単にインフレに反対しているのではなく、デフレにも反対している。だから、もう一度、間違って計画された金融政策が恐慌を引き延ばす。 | 」 |

### オーストリア学派の政府膨張論

#### 消費の増大
フーヴァーが連邦政府の消費を50%引き上げたのは効果的だった。ほとんどの増大が1932年に起こり、それに同調して長い不景気がゆっくりと終わりを迎えた。オーストリア経済学派の中でも自由銀行制派に属する経済学者スティーヴン・ホーウィッツは、短い不景気だったはずのものを長引かせて「大恐慌」にしてしまったとしてフーヴァーの消費を責めている:
短い不景気に終わるはずだったものを、より深刻で、ずっと長い大恐慌に変えてしまったという批判をハーヴァート・フーヴァーはうまく捌いている[...]彼は恐慌と戦うために政府の役割を大きく拡張した[...]その結果は、不幸なことに(しかし驚くべきことではなく)、火と上手く戦ったというよりもむしろ炎を煽った。
デイヴィッド・ワインバーガーは、このアプローチを、ウィルソンの強い連邦政府が引き起こした恐慌の下で経済を劇的に刺激したと彼が述べた(正当なチャートにおいても見られる)クーリッジ政権下の消費・税・赤字の切り下げと対比した。クーリッジ政権の商務長官としてフーヴァーが消費増大とクーリッジの下での規制を奨励したが、多くの部分を1929年に彼自身が実行したことに彼は注目する。GDPに占める連邦の消費が成長し続けていたことを発見したランダル・グレゴリー・ホルコムが述べているように、フーヴァーの下でのこの大成長はフーヴァーによる景気下降で歳入を減らしたとしても事実連邦準備制度の下で以上の事がなされたことは明らかだという。

#### 新たな公的規制
著書『アメリカの世界恐慌』、『ハーバート・フーヴァーの恐慌』その他において、マリー・ロスバードは、フーヴァーが示した産業・農業・雇用といった分野における新たな連邦規制の一覧を提示したが、彼はそれを世界恐慌をもたらした連邦準備制度の干渉主義と結びつけて述べた。

#### 税率の引き上げ
1932年にフーヴァーは歳入法を制定して税率を劇的に引き上げた。彼はあらゆる層に対する税を引き上げ、最貧困層に対する税を三倍にして富裕層に対する税率を25%から63%に上げた。この高率の税は会計年度であり長い不景気が終わった年に同調して支払われた。

## 関連文献

### 世界
- Ambrosius, G. and W. Hibbard. A Social and Economic History of Twentieth-Century Europe (1989)
- Bordo, Michael, and Anna J. Schwartz, eds. A Retrospective on the Classical Gold Standard, 1821–1931 (1984) (National Bureau of Economic Research Conference Report)
- Bordo, Michael et al. eds. The Gold Standard and Related Regimes: Collected Essays (1999)
- Brown, Ian. The Economies of Africa and Asia in the Inter-War Depression (1989)
- Davis, Joseph S. The World Between the Wars, 1919-39: An Economist's View (1974)
- Eichengreen, Barry. Golden Fetters: The Gold Standard and the Great Depression, 1919–1939 (NBER Series on Long-Term Factors in Economic Development), 1996, ISBN 0-19-510113-8
- Eichengreen, Barry, and Marc Flandreau, eds. The Gold Standard in Theory and History (1997)
- Feinstein, Charles H. The European Economy Between the Wars (1997)
- Garraty, John A. The Great Depression: An Inquiry into the Causes, Course, and Consequences of the Worldwide Depression of the Nineteen-Thirties, as Seen by Contemporaries and in Light of History (1986)
- Garraty, John A. Unemployment in History (1978)
- Garside, William R. Capitalism in Crisis: International Responses to the Great Depression (1993)
- Haberler, Gottfried. The World Economy, Money, and the Great Depression 1919-1939 (1976)
- Hall, Thomas E. and J. David Ferguson. The Great Depression: An International Disaster of Perverse Economic Policies (1998)
- Kaiser, David E. Economic Diplomacy and the Origins of the Second World War: Germany, Britain, France and Eastern Europe, 1930-1939 (1980)
- Kindleberger, Charles P. The World in Depression, 1929-1939 (1983);
- Tipton, F. and R. Aldrich. An Economic and Social History of Europe, 1890–1939 (1987)
- Barber, Clarence Lyle (University of Manitoba) "On the Origins of the Great Depression" (1978)
- 黒羽雅子「米国における銀行破綻と銀行整理－1920－30年代のネブラスカ州を事例に－」『山梨国際研究　山梨県立大学国際政策学部紀要』No.10、山梨県立大学国際政策学部、2015年。

### アメリカ合衆国
- Ben S. Bernanke. Essays on the Great Depression (2000)
- Bernstein, Michael A. The Great Depression: Delayed Recovery and Economic Change in America, 1929-1939 (1989) focus on low-growth and high-growth industries
- Bordo, Michael D., Claudia Goldin, and Eugene N. White, eds. The Defining Moment: The Great Depression and the American Economy in the Twentieth Century (1998). Advanced economic history.
- Chandler, Lester. America's Greatest Depression (1970). economic history overview.
- De Long, Bradford. Liquidation Cycles and the Great Depression (1991)
- Jensen, Richard J. "The Causes and Cures of Unemployment in the Great Depression," Journal of Interdisciplinary History 19 (1989) 553-83. online at JSTOR in most academic libraries
- McElvaine, Robert S. The Great Depression (2nd ed 1993) social history
- Mitchell, Broadus. Depression Decade: From New Era through New Deal, 1929-1941 (1964), standard economic history overview.
- Parker, Randall E. Reflections on the Great Depression (2002) interviews with 11 leading economists
- Salsman, Richard M. “The Cause and Consequences of the Great Depression” in The Intellectual Activist, ISSN 0730-2355. Mr. Salsman argues that the Great Depression was fundamentally caused by statist government policy.
- Singleton, Jeff. The American Dole: Unemployment Relief and the Welfare State in the Great Depression (2000)
- Warren, Harris Gaylord. Herbert Hoover and the Great Depression (1959).

### 連邦準備制度の役割
- Chandler, Lester V. American Monetary Policy, 1928-41. (1971).
- Epstein, Gerald and Thomas Ferguson. "Monetary Policy, Loan Liquidation and Industrial Conflict: Federal Reserve System Open Market Operations in 1932." Journal of Economic History 44 (December 1984): 957-84. in JSTOR
- Kubik, Paul J., "Federal Reserve Policy during the Great Depression: The Impact of Interwar Attitudes regarding Consumption and Consumer Credit." Journal of Economic Issues. Vo: 30. Issue: 3. Publication Year: 1996. pp 829+.
- Mayhew, Anne. "Ideology and the Great Depression: Monetary History Rewritten." Journal of Economic Issues 17 (June 1983): 353-60.
- Meltzer, Allan H. A History of the Federal Reserve, Volume 1: 1913-1951 (2004) the standard scholarly history
- Steindl, Frank G. Monetary Interpretations of the Great Depression. (1995).
- Temin, Peter. Did Monetary Forces Cause the Great Depression? (1976).
- Wicker, Elmus R. "A Reconsideration of Federal Reserve Policy during the 1920-1921 Depression," Journal of Economic History (1966) 26: 223-238, in JSTOR
- Wicker, Elmus. Federal Reserve Monetary Policy, 1917-33. (1966).
- Wells, Donald R. The Federal Reserve System: A History (2004)
- Wueschner, Silvano A. Charting Twentieth-Century Monetary Policy: Herbert Hoover and Benjamin Strong, 1917-1927 Greenwood Press. (1999)